# Палагружа (Комижа)
Палагружа (хорв. Palagruža) — населений пункт у Хорватії, у Сплітсько-Далматинській жупанії у складі міста Комижа.

## Населення
Населення за даними перепису 2011 року становило 0 осіб.
Динаміка чисельності населення поселення:

## Клімат
Середня річна температура становить 16,90 °C, середня максимальна – 27,04 °C, а середня мінімальна – 6,80 °C. Середня річна кількість опадів – 431 мм.
| Клімат поселення                              | Клімат поселення | Клімат поселення | Клімат поселення | Клімат поселення | Клімат поселення | Клімат поселення | Клімат поселення | Клімат поселення | Клімат поселення | Клімат поселення | Клімат поселення | Клімат поселення | Клімат поселення |
| Показник                                      | Січ.             | Лют.             | Бер.             | Квіт.            | Трав.            | Черв.            | Лип.             | Серп.            | Вер.             | Жовт.            | Лист.            | Груд.            |                  |
| Середній максимум, °C                         | 13,76            | 13,70            | 14,84            | 17,46            | 22,28            | 26,18            | 27,04            | 26,98            | 23,76            | 19,74            | 16,18            | 13,30            |                  |
| Середня температура, °C                       | 10,26            | 10,22            | 11,36            | 14,04            | 18,86            | 22,76            | 25,06            | 25,02            | 21,80            | 17,84            | 14,22            | 11,32            |                  |
| Середній мінімум, °C                          | 6,84             | 6,80             | 7,94             | 10,62            | 15,38            | 19,32            | 23,16            | 23,04            | 19,82            | 15,84            | 12,24            | 9,36             |                  |
| Норма опадів, мм                              | 44               | 38               | 39               | 33               | 27               | 21               | 14               | 24               | 40               | 48               | 56               | 47               |                  |
| Середньомісячна швидкість вітру, м/с          | 4.70             | 4.90             | 4.70             | 4.30             | 3.60             | 3.40             | 3.42             | 3.30             | 3.60             | 4.10             | 5.00             | 4.80             |                  |
| Середньомісячна сонячна радіація, кДж/м²·день | 5939             | 8580             | 12500            | 17004            | 21176            | 23836            | 25075            | 22219            | 16698            | 11104            | 6616             | 5000             |                  |
| --------------------------------------------- | ---------------- | ---------------- | ---------------- | ---------------- | ---------------- | ---------------- | ---------------- | ---------------- | ---------------- | ---------------- | ---------------- | ---------------- | ---------------- |
| Джерело:                                      |                  |                  |                  |                  |                  |                  |                  |                  |                  |                  |                  |                  |                  |